# Nastoletni geniusze
Nastoletni geniusze (ang. Wicked Science, 2004–2006) – australijski serial obyczajowy science-fiction.
Jego światowa premiera odbyła się 27 lutego 2004 roku na kanale Network Ten. Ostatni odcinek został wyemitowany 3 marca 2006 roku. W Polsce serial nadawany był dawniej na kanale TVP1.

## Obsada
- André de Vanny jako Toby Johnson
- Bridget Neval jako Elizabeth Hawke
- Benjamin Schmideg jako Russell "Russ" Skinner
- Saskia Burmeister jako Dina Demiris
- Emma Leonard jako Verity McGuire
- Brook Sykes jako Garth King
- Robert van Mackelenberg jako profesor Carl Tesslar
- Geneviéve Picot jako dyrektor Alexa Vyner
- Greta Larkins jako Sasha Johnson